# Årets spel (Nintendomagasinet)
Årets spel var det pris som Nintendomagasinet, efter läsaromröstning, tilldelade de TV-spel som släppts officiellt i Sverige under föregående år, samt varit populärast under föregående kalenderår.

## Game Boy

### 1990-1991[1]

#### Grafik och ljud
1. TMHT: Fall of the Foot Clan
2. Super Mario Land
3. Duck Tales
4. Gargoyle's Quest
5. Double Dragon II

#### Bästa spelkontroll
1. Super Mario Land
2. TMHT: Fall of the Foot Clan
3. Duck Tales
4. Gargoyle's Quest
5. Tetris

#### Bästa utmaning
1. Gargoyle's Quest
2. Super Mario Land
3. The Amazing Spider-Man
4. TMHT: Fall of the Foot Clan
5. Batman

#### Bästa huvudperson
1. Mario
2. Firebrand
3. Turtlarna
4. Farbror Joakim
5. Spindelmannen

#### Årets bästa spel
1. Super Mario Land
2. Gargoyle's Quest
3. TMHT: Fall of the Foot Clan
4. Duck Tales
5. Batman

### 1992[2]

#### Bästa grafik och ljud
1. Turtles II: Back from the Sewers
2. Mega Man II
3. Kirby's Dreamland
4. Gremlins 2
5. Tiny Toon Adventures

#### Bästa spelkontroll
1. Mega Man II
2. Mega Man
3. Turtles II: Back from the Sewers
4. Metroid II
5. Kirby's Dreamland

#### Bästa utmaning
1. Metroid II
2. Terminator 2
3. Mega Man
4. Mega Man II
5. Teenage Mutant Ninja Turtles II: Back from the Sewers

#### Bästa huvudperson
1. Mega Man
2. Turtlarna
3. Kirby
4. Bart Simpson
5. Samus Aran

#### Bästa spel
1. Turtles II: Back from the Sewers
2. Mega Man II
3. Kirby's Dreamland
4. Metroid II
5. Terminator 2

### 1993[3]

#### Bästa grafik
1. Zelda: Link's Awakening
2. Super Mario Land 2
3. Looney Tunes
4. Mega Man III
5. Battletoads

#### Bästa ljud
1. Zelda: Link's Awakening
2. Mystic Quest
3. Super Mario Land 2
4. Star Wars
5. Mega Man 3

#### Bästa utmaning
1. Zelda: Link's Awakening
2. Prince of Persia
3. Track & Field
4. Mystic Quest
5. Mega Man 3

#### Bästa huvudperson
1. Link
2. Mario
3. Bamse
4. Mega Man
5. Darkwing Duck

#### Bästa spel
1. Zelda: Link's Awakening
2. Super Mario Land 2
3. Mega Man 3
4. Mystic Quest
5. Track / Field

## NES

### 1990[4]

#### Årets bästa spel
1. TMHT
2. Mega Man 2
3. Duck Tales

### 1991

#### Grafik och ljud[4]
1. Super Mario Bros. 3
2. Little Nemo: The Dream Master
3. Turtles II: The Arcade Game
4. Chip 'n Dale Rescue Rangers
5. Snake Rattle 'n' Roll

#### Bästa spelkontroll
1. Super Mario Bros. 3
2. Chip 'n Dale Rescue Rangers
3. Turtles II: The Arcade Game
4. Little Nemo: The Dream Master
5. Shadowgate

#### Bästa utmaning
1. Super Mario Bros. 3
2. Shadowgate
3. Turtles II: The Arcade Game
4. Little Nemo: The Dream Master
5. Top Gun

#### Bästa huvudperson
1. Mario
2. Little Nemo
3. Bart Simpson
4. Turtlarna
5. Piff och Puff

#### Årets bästa spel
1. Super Mario Bros. 3
2. Turtles II: The Arcade Game
3. Chip 'n' Dale Rescue Rangers
4. Little Nemo: The Dream Master
5. The Simpsons: Bart vs. the Space Mutants

### 1992[5]

#### Bästa grafik och ljud
1. Mega Man 3
2. Castlevania III: Dracula's Curse
3. Flintstones
4. Batman: Return of the Joker
5. Tiny Toon Adventures

#### Bästa spelkontroll
1. Mega Man 3
2. Flintstones
3. Tiny Toon Adventures
4. Batman: Return of the Joker
5. Lolo 3

#### Bästa utmaning
1. Mega Man 3
2. Deja Vu
3. Lolo 3
4. Star Wars
5. Castlevania III: Dracula's Curse

#### Bästa huvudperson
1. Mega Man
2. Bart Simpson
3. Fred Flinta
4. Mario
5. Robin Hood

#### Bästa spel
1. Mega Man III
2. Tiny Toon Adventures
3. Castlevania III: Dracula's Curse
4. Flintstones
5. The Simpsons: Bart vs. the World

### 1993[6]

#### Bästa grafik
1. Mega Man 5
2. Battletoads
3. Darkwing Duck
4. Mega Man 4
5. Kirby's Adventure

#### Bästa ljud
1. Mega Man 4
2. Mega Man 5
3. Darkwing Duck
4. Battletoads
5. Duck Tales 2

#### Bästa utmaning
1. Battletoads
2. Gargoyle's Quest II
3. Lemmings
4. Prince of Persia
5. Jurassic Park

#### Bästa huvudperson
1. Mega Man
2. Kirby's Adventure
3. Darkwing Duck
4. Battletoads
5. Lemmings

#### Bästa spel
1. Mega Man 5
2. Battletoads
3. Mega Man 4
4. Kirby's Adventure
5. Gold Medal Challenge

## SNES

### 1992[7]

#### Bästa grafik och ljud
1. Street Fighter II
2. Zelda III
3. Turtles IV
4. Castlevania IV
5. Super Mario World

#### Bästa spelkontroll
1. Super Mario World
2. Street Fighter II
3. Zelda III
4. Turtles IV
5. Super Probotector

#### Bästa utmaning
1. Zelda III
2. Street Fighter II
3. Sim City
4. Super Mario World
5. Turtles IV

#### Bästa huvudperson
1. Mario
2. Link
3. Ryu
4. Guile
5. Ken

#### Bästa spel
1. Street Fighter II
2. Zelda III
3. Super Mario World
4. Turtles IV
5. Castlevania IV

### 1993[8]

#### Bästa grafik
1. Super Mario All Stars
2. Starwing
3. Mortal Kombat
4. Magical Quest
5. Tiny Toon Adventures

#### Bästa ljud
1. Super Mario All Stars
2. The Lost Vikings
3. Starwing
4. Actraiser
5. Bubsy

#### Bästa utmaning
1. Lost Vikings
2. Super Mario Kart
3. Starwing
4. Super Mario All Stars
5. Another World

#### Bästa huvudperson
1. Mario
2. Fox McCloud
3. Bubsy
4. Lost Vikings
5. Långben

#### Bästa spel
1. Super Mario All Stars
2. Super Mario Kart
3. Starwing
4. Mortal Kombat
5. Lost Vikings

### Fotnoter
1. ↑  Nintendomagasinet 6-7 1992, sidan 24-25
2. ↑  Nintendomagasinet 5 1993, sidan 12-13
3. ↑  Nintendomagasinet 4 1994, sidan 12-13
4. 1 2  Nintendomagasinet 5 1992, sidan 8-9
5. ↑  Nintendomagasinet 5 1993, sidan 10-11
6. ↑  Nintendomagasinet 4 1994, sidan 10-11
7. ↑  Nintendomagasinet 5 1993, sidan 8-9
8. ↑  Nintendomagasinet 5 1994, sidan 8-9